# Villino Macchi di Cèllere a Prati
Villino Macchi di Cèllere a Prati é um palacete localizado na esquina da Viale Giulio Cesare com a Via Marcantonio Colonna, no rione Prati de Roma.

## História
Este villino foi construído em 1904 pelo arquiteto Garibaldi Burba por encomenda do diplomata Vincenzo Macchi di Cèllere em estilo art nouveau. Originalmente, o edifício era composto por uma estrutura principal na Viale Giulio Cesare com três pisos além do térreo e uma secundária na Via Marcantonio Colonna de mesma altura, mas coroada por uma pequena torre quadrangular. Posteriormente, uma terceira foi construída entre as duas, que foram ligadas por um corpo avançado de altura reduzida no ponto de cruzamento entre as duas vias e sobre o qual se estende um amplo terraço. A entrada principal está na altura do número 31 da Viale Giulio Cesare.
Externamente, o edifício se apresenta com uma fachada em pedra e gesso branco ou tijolos à mostra. As decorações pictóricas originais se perderam. O edifício em si é uma releitura moderna de temas medievais, renascentistas e arabescos, com uma notável influência do estilo art nouveau (chamado liberty na Itália) nos elementos em ferro forjado (como as grades e o portão de entrada) e nos vitrais em vidro colorido, especialmente nas tríforas do piso térreo na Viale Giulio Cesare.